# Glypta abbreviata
Glypta abbreviata là một loài tò vò trong họ Ichneumonidae.